# World goes round
world goes round（ワールド ゴーズ ラウンド）とは、2009年10月21日発表のi-nosの1stシングル。レコードレーベルは発売元BLUE MUSIC ENTERTAINMENT/ 販売元ポニーキャニオン。

## 解説
自転車ロードレースのプロチーム‘宇都宮ブリッツェン’の公式応援ソング。ジャケットに新しいi-nosロゴが使用された。
当初のシングルタイトルは「world goes round/ chase to the wind」となっていた。

## 収録曲
01. world goes round　　作詞・作曲・編曲：hotta
自転車ロードレースのプロチーム‘宇都宮ブリッツェン’の公式応援ソング。‘走る’ことを強調したi-nosロック。走る（立ち向かう）ことで夢は掴めるんだという楽曲。
02. chase to the wind　　作詞・作曲・編曲：hotta
多摩川河川敷で完成した楽曲だという。自転車が走り抜けていく様と、高速で低空を飛んでいた鳥のイメージを重ね、向かう先の困難を乗り越えて走り抜こうという楽曲。このシングルのために新テイクで収録された。
03. world goes round (instrumental)　　作詞・作曲・編曲：hotta
カラオケミックス
04. chase to the wind (instrumental)　　作詞・作曲・編曲：hotta
カラオケミックス
※楽曲解説はhottaの公式ブログから抜粋、曲目はCD版を参照した。

## その他
- 発売日が10月21日となった理由は、ジャパンカップサイクルロードレースの時期に合わせたと同時に、‘宇都宮ブリッツェン’で当時選手兼任コーチとして所属しいていた現キャプテンの廣瀬佳正選手の誕生日だったことから決定された。
- 栃木県宇都宮市で行われた制作打ち合わせ後の都内帰路途中で既にhottaが楽曲‘world goes round’を完成させ、睡眠中の綾を起こし歌ってみせたというエピソードが語られている。
- ちなみに2曲とも公式応援ソングである。当初 廣瀬佳正選手がi-nosへオファーを出した際、楽曲‘chase to the wind’を公式応援ソングに挙げていたが、宇都宮ブリッツェンのための楽曲制作をhottaが提案し、‘world goes round’が完成、両A面としての発表に至った。
- ブリッツェンの2011年シーズンでは元F1レーサーの片山右京が選手登録した。